# 高庆裔
高庆裔（？—1137年），渤海人，金國文臣。原是辽朝降臣。
高庆裔精通外語，在完顏宗翰身邊作通事（翻译官），對於遼金宋諸國的交涉起到重要作用，深得完顏宗翰信任。1129年，任西京留守。次年，金立齐国，高庆裔曾受命作使臣，去册封刘豫。金熙宗即位，改定官制，高庆裔升任尚书左丞。天會十五年（1137年），因金國內部政治鬥爭，被完顏宗磐告贪赃罪而下狱。六月，被处死刑。

## 妻妾
- 霍小鳳，原為宋徽宗的妃嬪，封夫人。
- 任青鳳，原為宋徽宗的妃嬪，封夫人。